# De Passillé-Sylvestre
 (mars 2025).
 (mars 2021).
Pour les articles homonymes, voir Sylvestre.
De Passillé-Sylvestre est un duo d'émailleurs québécois actif principalement dans les années 1960 et 1970. Il est composé de Micheline de Passillé (1936- ) et d'Yves Sylvestre (1932-2008) qui sont un couple marié. Leur production s'est vendue partout au Canada et dans quelques points de vente aux États-Unis.

## Pratique
Micheline de Passillé s'initie aux techniques de l'émail alors qu'elle travaille comme technicienne en laboratoire pour Hans Selye à l’Université de Montréal,. Ses premières pièces sont cuites dans des fours servant à la décalcification des os de l'université,. Comme matériel de création, elle utilise des retailles du toit en cuivre de l'université alors en travaux. D'abord un hobby, Micheline a l'occasion de vendre certaines de ses pièces au café de l'Échourie,.
En 1957, Micheline de Passillé et Yves Sylvestre se marient et, l'année suivante, ils s'installent à Québec pour permettre à Yves de poursuivre ses études à la maîtrise en géologie de l'Université Laval. Micheline quitte alors son emploi à l'Université de Montréal et se consacre à temps plein au travail de l'émail. Elle vend sa production via la Centrale d'artisanat du Québec. À un certain moment, Yves décide d’abandonner sa maîtrise pour travailler l'émail avec sa femme. Ils s'installent alors à Sainte-Adèle en 1960,.
Micheline est responsable de la conception artistique des pièces en dessinant les modèles, en choisissant les couleurs et en posant l'émail. Yves est plutôt responsable du côté technique du travail de l'émail qui inclut la cuisson, le polissage, la finition des pièces, mais également la gravure des métaux et la soudure de pièces (exemple : soudure d'une épingle sur les broches). Le couple a une démarche axée sur la recherche et l'innovation ce qui leur permettra d'explorer plusieurs procédés de fabrication. Ils ont appris et pratiquent leur métier en autodidactes.
À l’occasion de l'Expo 67 et d'autres rencontres internationales, les gouvernements du Québec et du Canada commandent au duo d'émailleurs des pièces à offrir en cadeau diplomatique à Grace de Monaco, au roi Hassan II du Maroc, à Charles de Gaulle, à Habib Bourguiba et à d'autres.
À partir de 1970, les De Passillé-Sylvestre ne peuvent plus répondre à la demande grandissante et vont opter pour une production semi-industrielle. Par cette avenue, les artistes ont également un souci de rendre leur art accessible au plus grand nombre et de pouvoir consacrer plus de temps à la création de certaines pièces uniques,. À partir de ce moment, pour un certain nombre de pièces, les plaques de métal sont estampillées en usine à l'aide d'une matrice dessinée par Micheline. Pour garder une qualité optimale, les émaux sont toujours appliqués à la main par l'artiste ou un de ses employés. En 1976, Micheline et Yves se construisent une maison à Sainte-Adèle selon les plans de Micheline et leur atelier personnel est installé au sous-sol. Ils gardent un atelier extérieur à la maison pour leurs employés.

## Distinctions
1959 : Micheline de Passillé-Sylvestre est nommée artisane méritante de l'année au Salon des métiers d'art,.

## Musées et collections publiques
- Musée national des beaux-arts du Québec[8]
- Musée de la civilisation[9]
- Musée des métiers d'art du Québec[10]
- Musée canadien de l'histoire[11]
- Musée Pierre-Boucher
- Collection de l'Université de Montréal
- Musée Beaulne

### Ouvrages
- Laurent Lamy et Suzanne Lamy, La renaissance des métiers d'art au Canada français, Québec, Ministère des affaires culturelles, 1967 (lire en ligne), p. 53-54
- Jean-Pierre Payette, Le guide des artisans créateurs du Québec, Montréal, Les Éditions la Presse, 1974 (ISBN 0-7777-0093-X), p. 311-312
- Collectif, Guide des artisans du Québec, Éditions internationales Alain Stanké, 1983 (ISBN 2-7604-0215-0), p. 58

### Articles
- Louise Charbonneau, « Chez les de Passillé-Sylvestre Une maison faite à la main », Décormag,‎ décembre 1978, p. 34 à 41 (lire en ligne)
- Jacques Loncout, « Micheline de Passillé-Sylvestre Elle est l'artisane de l'année », Le petit journal,‎ 19 juin 1960, p. 39 (lire en ligne)
- Lily Tasso, « Micheline de Passillé et Yves Sylvestre, artistes-émailleurs », Madame au foyer,‎ avril 1983, p. 8 à 24
- Pierre Desrosiers, « La guerre à la pacotille », Le Magazine McClean,‎ août 1965, p. 16 à 18, 33